# Pyrinia fusilineata
Pyrinia fusilineata är en fjärilsart som beskrevs av Walker 1893. Pyrinia fusilineata ingår i släktet Pyrinia och familjen mätare. Inga underarter finns listade.